# Concert per a fagot (Panufnik)
El Concert per a fagot, compost per Andrzej Panufnik el 1985, és un concert per a fagot i orquestra dedicat a Jerzy Popiełuszko, un sacerdot polonès anticomunista que va ser assassinat per tres agents de la policia secreta el 1984. L'obra va ser encarregada pel fagotista estatunidenc Robert Thompson.
El concert es va estrenar a Milwaukee el 1986, amb Thompson com a solista. Panufnik i Thompson van gravar el concert el 1987, amb Panufnik dirigint l'Orquestra Simfònica de la BBC. El mateix any, van fer l'obra a l'església de Jerzy Popiełuszko.
El concert està escrit per a una petita orquestra⁣: només cordes, una flauta i dos clarinets. Està en cinc moviments continus: un pròleg, dos recitatius, una ària i un epíleg. Panufnik va escriure sobre els moviments: "Vaig escollir aquests títols de so operístic, en part per emfatitzar el drama subjacent de l'obra, i en part perquè indiquen el caràcter de parlando dels recitatius, així com la qualitat de cant requerida del fagot en l'Ària."  L'⁣ària, marcada "adagio lamentoso", és més llarga que la resta de moviments combinats.
El 2014, el segell discogràfic alemany Classic Produktion Osnabrück va publicar un enregistrament del concert de Michael von Schönermark (solista) i la Konzerthausorchester Berlin, dirigit per Łukasz Borowicz, com a part d'un cicle complet d'obres simfòniques de Panufnik.